# Juan Guerra Guerra
Juan Guerra Guerra; (Tierra Amarilla, 15 de abril de 1897 - Santiago, 23 de febrero de 1972), fue un obrero y dirigente comunista chileno. 

## Biografía
Hijo de Elisa Guerra. Contrajo matrimonio en 1923 con Berta Herrera Herrera. En segundas nupcias contrajo matrimonio con Georgina Plaza Zárate.
Desde niño se dedicó a la minería como obrero. Laboró en las minas Viuda de Caldera, Guías de California (Inca de Oro), Manco Verde, Dulcinea, Colorada, Nueva Tocopilla y Plata de la Chilex. En 1917 trabajó en Chuquicamata, en las minas San Rafael, Emilia y Poderosa. Secretario de actas y subsecretario del Consejo de la Federación Obrera de Chile (1926). Chofer de la mina María Elena.
Militó en el Partido Comunista desde 1923. En 1932 asistió, como delegado de Antofagasta, al primer Soviet o corporación de soldados, campesinos y obreros reunidos en Santiago. Al año siguiente, representó a Antofagasta en el Congreso Comunista celebrado en Ovalle.
Fue administrador del diario “El Comunista”. Fue perseguido y enjuiciado por el Consejo de Guerra, a raíz de la masacre de la La Coruña, aislado en el buque de guerra Zenteno (1925). Más tarde, estuvo relegado en Melinka y Castro, y al asumir el general Carlos Ibáñez del Campo fue destinado a la Isla Más Afuera (1927). Hasta 1936 fue encarcelado en varias oportunidades.
En las elecciones de 1937 fue elegido Diputado por el Partido Nacional Democrático, nombre que llevó el Partido Comunista solo por ese año, al ser declarado ilegal por aplicación de una ley de 1932 (anterior a la Ley de Defensa Permanente de la Democracia y a la Ley de Seguridad del Estado). Representó a la 2ª agrupación departamental de las comunas de Tocopilla, El Loa, Antofagasta y Taltal (1937-1941). Integró la comisión permanente de Gobierno Interior y la de Trabajo y Legislación Social.
Reelecto Diputado por la misma agrupación departamental (1941-1945), en esta oportunidad fue miembro de la comisión permanente de Hacienda y la de Gobierno Interior y Reglamento.